# (4438) Sykes
(4438) Sykes es un asteroide perteneciente al cinturón de asteroides, descubierto el 29 de noviembre de 1983 por Edward Bowell desde la Estación Anderson Mesa (condado de Coconino, cerca de Flagstaff, Arizona, Estados Unidos).

## Designación y nombre
Designado provisionalmente como 1983 WR. Fue nombrado Sykes en honor del científico planetario estadounidense Mark V. Sykes.

## Características orbitales
Sykes está situado a una distancia media del Sol de 3,165 ua, pudiendo alejarse hasta 3,963 ua y acercarse hasta 2,367 ua. Su excentricidad es 0,252 y la inclinación orbital 13,30 grados. Emplea 2057 días en completar una órbita alrededor del Sol.

## Características físicas
La magnitud absoluta de Sykes es 11,6. Tiene 26,693 km de diámetro y su albedo se estima en 0,062.